# Raúl Betancourt
Raúl Fornet-Betancourt (Holguín, Cuba, 1946) es un filósofo cubano conocido por sus estudios en el campo de la cultura y sobre todo por su propuesta de un diálogo intercultural desde la Filosofía latinoamericana.

## Biografía
Raúl Fornet-Betancourt nació en 1946 en Holguín, Cuba. A los quince años salió de Cuba después de la revolución Castrista y terminó su bachillerato en Puerto Rico. Viajó a España para estudiar filosofía y obtuvo el Doctorado en Filosofía y Letras, grado otorgado por la Universidad de Salamanca. También obtuvo el Doctorado en Filosofía Lingüística por la Universidad de Aquisgrán. Desde 1972 a la fecha radica en Alemania en donde ha trabajado como director del Departamento de América Latina en el Instituto Católico Missio de la ciudad de Aachen. Como profesor ha impartido cátedra en las Universidades de Aquisgrán y la de Bremen, también ha sido invitado a Universidades latinoamericanas para dar conferencias como en la Universidad Pontificia de México y en la Universidad de Unisinos en Brasil.
Como pensador vinculado a la Filosofía de la Liberación dirigió tres Congresos importantes: en México 1995, en Brasil 1997 y en Aquisgrán 1999. Es fundador de Concordia. Revista Internacional de Filosofía, la cual se inauguró en 1982. Se ha dado a conocer con su propuesta de un "giro intercultural" de la filosofía de la liberación.

## Pensamiento
Fornet-Betancourt se acoge inicialmente al programa de una "inculturación" de la filosofía en Latinoamérica, en la línea abierta en la década de los setenta por la Teología de la liberación y luego por la Filosofía de la liberación, en especial por pensadores argentinos como Rodolfo Kusch y Juan Carlos Scannone. Esto le lleva a conocer el pensamiento de los principales exponentes del proyecto de la Filosofía latinoamericana: Enrique Dussel, Leopoldo Zea, Arturo Andrés Roig, Francisco Miró Quesada, entre otros. Sus primeros trabajos giran alrededor de los temas planteados por la filosofía latinoamericana de la liberación. Pero con el tiempo se va dando cuenta de que esta filosofía solo tomaba como interlocutor a la cultura blanco-mestiza y urbana de América Latina, desconociendo por entero el diálogo con las tradiciones indígenas y afroamericanas. Es entonces cuando propone pasar de una filosofía inculturada a una filosofía intercultural con el fin de superar el "eurocentrismo" de la filosofía latinoamericana. Algunos de los temas centrales tratados por Fornet-Betancourt son los siguientes:

### Una epistemología post-eurocéntrica
La crítica de la epistemología tradicional eurocéntrica es el punto de partida. Observa que la filosofía se encuentra limitada a la unicidad de la razón occidental y eso no permite el diálogo con otras realidades culturales del planeta, por lo cual cree necesario descentrarla de su fijación occidentalista e insertarla en un espacio abierto al diálogo de saberes. Desde la epistemología, la filosofía intercultural tiene que dar su primer paso metodológico para validar otras filosofías posibles. Propone cuestionar la unicidad de la razón, ensanchar el campo de las racionalidades y abrirse a una razón filosófica que sea polifónica. Lo cual demanda el reconocimiento de que "filosofía" no es solo aquel producto intelectual que se refleja en textos y en debates académicos, sino que filosofía es el conjunto de las manifestaciones simbólicas a través de las cuales se expresan diversos tipos de "razón" humana. Fornet-Betancourt propone una filosofía des-monopolizada, liberada del monopolio de los administradores del pensamiento, que incluya la oralidad y las prácticas comunitarias. Reconocer la existencia de filosofías mayas, filosofías andinas, filosofías mapuches, etc.

### Una hermenéutica pluritópica
La pluralidad de universos culturales demanda necesariamente la ampliación de la hermenéutica como condición que permitirá a la filosofía una comprensión adecuada de la multiplicidad cultural, empezando por el contexto histórico de América Latina. Una hermenéutica pluritópica que en lugar de ontologizar las culturas, las vea como marcadas por procesos históricos de hegemonización y dominación. Esta hermenéutica opera como una crítica que busca desenmascarar el monoculturalismo del Estado, del mercado y de las demás instituciones modernas en América Latina, para avanzar hacia un diálogo intercultural en el que participen los que han estado excluidos. Fornet-Betancourt propone vincular la filosofía con los procesos sociales y convertirla en un motor de los procesos de liberación, en lugar de verla como un ejercicio puramente académico y profesional. La interculturalidad opera como un correctivo, como un intento de corregir los excesos de una cultura hegemónica que se pretende universal y válida para todos.

### Una ética de la liberación
La visión intercultural es un imperativo ético en medio de un mundo que se desgarra por la intolerancia y la falta de comprensión de lo diferente. La interculturalidad no es un llamado al mantenimiento de las identidades fijas, sino a la transformación ético-política de las identidades. Es una apuesta por aminorar las asimetrías que excluyen a millones de personas y ello reclama una opción ética por el pobre, tal como lo planteó en su momento la Teología de la liberación. Tal como lo dijo José Martí: "con los pobres de la tierra quiero yo mi suerte echar", pero también Jean-Paul Sartre: "al lado de un niño que se muere de hambre, la Náusea no tiene razón de ser".

### Una antropología dialógica
La filosofía intercultural busca transformar la antropología creada por la modernidad occidental, que pone al individuo como "sujeto" privilegiado de la acción y del conocimiento que es capaz de "apropiarse" del mundo. Frente a esta antropología individualista, Fornet-Betancourt propone una antropología en la que el hombre es ya, desde el comienzo, un ser en relación. El hombre no es primero que todo individuo, sino que es heredero de una lengua, de una tradición, de unas costumbres que le han hecho lo que es. Lo cual no significa negar la autonomía, sino entender que ésta solo es posible al interior de un haz de relaciones. No hay autonomía si se rompen los lazos comunitarios.
El pensamiento de Fornet-Betancourt está influido por Karl Marx, Jean-Paul Sartre, Emmanuel Levinas y José Martí.

### Obras del autor
- ”De la ontología fenomenológica-existencial a la concepción marxista de la historia (Extracto)”. Salamanca, 1978.
- ”Problemas actuales de la filosofía en Hispanoamérica”. Buenos Aires, 1985.
- ”Comentario a la Fenomenología del Espíritu de Hegel”. México, 1987.
- ”Introducción a Sartre”. México, 1989.
- ”Estudios de Filosofía Latinoamericana”. México, 1992.
- ”Filosofía Intercultural”. México, 1994.
- ”Aproximaciones a José Martí”. Aquisgrán, 1998.
- ”José Martí (1853-1895)”. Madrid, 1998.
- ”Interculturalidad y globalización. Ejercicios de crítica filosófica intercultural en el contexto de la globalización neoliberal”. Fráncfort, 2000.
- ”Transformación intercultural de la filosofía”. Bilbao, 2001.
- ”Interculturalidad y filosofía en América Latina”, Editorial Mainz, Aquisgrán, 2003.
- ”Crítica intercultural de la filosofía latinoamericana actual”, Madrid, 2004.
- ”Reflexiones de Raúl Fornet-Betancourt sobre el concepto de interculturalidad”, México, 2004
- ”Filosofar para nuestro tiempo en clave intercultural”, Aquisgrán 2004.
- ”Interculturalidad y religión. Para una lectura intercultural de la crisis actual del cristianismo”, Abya Yala - Agenda Latinoamericana, 2007
- ”Modelos de teoría liberadora en la historia de la filosofía europea”. Favila editorial, Colombia, 2023